# ホセ・アルバレス・デ・ボオルケス
ホセ・アルバレス・デ・ラス・アストゥリアス・デ・ボオルケス・イ・ゴジェネチェ（José Álvarez de las Asturias de Bohórquez y Goyeneche、1895年3月23日 - 1993年2月27日）は、スペイン・マドリード出身の馬術選手。ホセ・A・デ・ボオルケス、ホセ・アルバレスなどと表記されることもある。

## 経歴
1895年3月23日にマドリードに生まれた。
1924年パリオリンピックの馬術競技の障害飛越個人では9位であり、障害飛越団体でスペインチームは8位だった。
1928年アムステルダムオリンピックの障害飛越個人では10位だったが、障害飛越団体でスペインチームは金メダルを獲得した。
1993年2月27日に死去した。